# Rodolfo Gucci
Rodolfo Gucci, także Maurizio D’Ancora (ur. 16 lipca 1912 we Florencji, zm. 15 maja 1983 w Mediolanie) – włoski aktor i przedsiębiorca, członek klanu Gucci.

## Życiorys

### Wczesne życie
Urodził się we Florencji jako syn Aidy Calvelli i Guccio Gucciego, miał czworo braci i siostrę.
Zauważył go reżyser Alfred Lind, dzięki któremu zadebiutował w filmie, w 1929. Używał pseudonimu Maurizio D’Ancora. Podczas kręcenia filmu Together in the Dark spotkał swoją przyszłą żonę, aktorkę Sandrę Ravel. Pobrali się w 1944, w Wenecji. Ich syn, Maurizio przyszedł na świat 26 września 1948, nazywano go "Rodolfo".

### Członek klanu Gucci
Był jednym z pięciu synów Guccio Gucciego, który założył markę mody, Gucci. W styczniu 1953 po śmierci ojca, Rodolfo zrezygnował z aktorstwa i wrócił do rodzinnego biznesu. W 1952 razem z braćmi Aldo i Vasco podróżował do Nowego Jorku, gdzie dwa tygodnie po śmierci ojca otworzyli jedyny sklep Gucci poza Włochami. W 1967 stworzył szalik dla Grace Kelly.
Po śmierci Vasco, Rodolfo i Aldo dzielili się po 50% w udziałach firmy. Synowie Aldo uważali, że Rodolfo nie przyczynił się wystarczająco do rozwoju firmy. Próbując zwiększyć swoje zyski, Aldo założył spółkę zależną zajmującą się perfumami i posiadał 80% jej własności dla siebie i swoich trzech synów. Ta rywalizacja ostatecznie przerodziła się w wojnę rodzinną.

### Śmierć i spuścizna
Gucci zmarł w 1983, w Mediolanie. Po jego śmierci, jego syn, Maurizio Gucci odziedziczył większość udziałów w firmie i stał się większościowym udziałowcem. Po prawie sześcioletniej batalii prawnej o kontrolę nad marką Gucci przeciwko Aldo Gucciemu, w 1989 Maurizio Gucci został prezesem grupy Gucci. Maurizio nie miał doświadczenia w biznesie, a do 1993 firma znajdowała się w poważnych tarapatach ekonomicznych i kreatywnych. W tym samym roku Maurizio Gucci zrezygnował i sprzedał swoje pozostałe udziały firmie Investcorp, tym samym zakończył współpracę z rodziną Gucci. 
W 1995 Maurizio Gucci został zastrzelony przez wynajętego zabójcę. W 1998 była żona jego syna, Patrizia Reggiani została skazana za zorganizowanie zabójstwa.